# Masakazu Koda
Pour les articles homonymes, voir Koda.
Masakazu Koda (幸田 将和, Koda Masakazu) est un footballeur japonais né le 12 septembre 1969.